# Мариология
Мариоло́гия — раздел догматического богословия в католической и протестантской теологии, касающийся Девы Марии. Некоторые православные богословы подчёркивают разницу между западной мариологией и восточной теотокологией. Термин «Богородица» (греч. Θεοτόκος) введён в литургию Григорием Богословом — единственным Святым Отцом, в сочинениях которого, даже по признанию Фомы Аквинского, невозможно обнаружить какую бы то ни было ересь. В 431 г. Третий (Эфесский) Вселенский Собор постановил именовать Деву Марию Богородицей (греч. Θεοτόκος) без оговорок также и в догматических сочинениях. Но обычно православные богословы подчёркивают, что в православии предмет мариологии входит в состав христологии и не является отдельной дисциплиной.
Одним из пионеров марийной набожности и мариологии в католицизме считается святой и писатель эпохи барокко Людовик Мария Гриньон де Монфор, известный своим «Трактатом о истинном почитании Пресвятой Девы Марии», где развивает концепцию добровольного и доверительного предания себя Деве Марии.
В XX веке было опубликовано огромное количество материалов по мариологии. Наиболее плодовитыми авторами являются итальянские теологи Раймондо Спиацци и Габриэль Роскини, перу которых принадлежит 2500 и 900 публикаций соответственно. Стремительно растёт число католических марианских конгрегаций и обществ. Важнейшими мариологическими организациями в мире являются Папская академия мариологии и Папский институт мариологии.

## Мариология как теологическая дисциплина
В англиканской мариологической теологии Пресвятая Дева Мария играет важную роль. В Православной Церкви также имеется большое количество теологически значимых традиций, связанных с Богородицей.
В то же время, в качестве собственно богословской дисциплины, мариология получила наибольшее развитие в католицизме. Важной частью римско-католической теологии являются четыре догмата, связанные с Девой Марией. Почитание Богородицы было поддержано Вторым Ватиканским собором (1962—1965) — собор подтвердил как все общехристианские догматы, так и специфичные для католичества, включая непорочное зачатие и вознесение, закрепив это в догматической конституции Lumen Gentium (глава 8 Lumen Gentium — «О Пресвятой Богородице Деве Марии в тайне Христа и Церкви»). Римско-католическая мариология также позаимствовала некоторые идеи от теологии освобождения, а в последнее время — также из феминистской теологии, которая делает акцент на достоинство женщин и гендерные различия.
Мариология как теологическая дисциплина имеет достаточно длительную историю, но лишь во время понтификата Пия XII был создан ряд научно-исследовательских мариологических центров, как например, Папский институт мариологии, Папская международная академия мариологии. Эти учреждения были созданы для развития и координации мариологических исследований во всём мире и поддержки почитания Девы Марии римской католической церковью. Во время понтификатов пап Иоанна XXIII, Павла VI и Иоанна Павла II курс на развитие сети мариологических организаций был продолжен, были созданы Центр мариологической культуры (итал. Centro di Cultura Mariana), и Societa Mariologica Italiana — общество мариологических исследований междисциплинарного характера.

### Мариология и теология
Существует два различных взгляда на вопрос о соотношении мариология с традиционными богословскими дисциплинами. Согласно одному из них, мариология является неотъемлемой составной частью богословия, согласно другому — она представляет собой самостоятельное независимое учение. Первого подхода придерживались Отцы Церкви в средневековье. Преимущество этого подхода состоит в том, что он позволяет избежать изоляции мариологии от остальной части богословия, а недостатком является то, что он не позволяет оценить Деву Марию во всей полноте, и выделить в мариологии присущие ей внутренние связи и закономерности. Недостаток второго подхода заключается в том, что он может привести к изоляции мариологии, а порой и выходу её за границы богословия. В то же время, по оценкам ряда мариологов, этих проблем во втором подходе можно избежать, если при рассмотрении каждого фрагмента мариологии делать конкретные привязки к процессам спасения, искупления и так далее.

### Методология мариологии
В сфере исследований мариология использует источники, методы и критерии традиционного богословия, начиная с Апостольского Символа веры. В мариологии делается значительный акцент на библейское основание вопроса. В римско-католической мариологии принимается во внимание общий контекст католических доктрин и других церковных учений. Второй Ватиканский собор (1962—1965) подтвердил как все общехристианские, так и специфичные для католичества догматы, связанные с Девой Марией, включая непорочное зачатие и вознесение, закрепив это в догматической конституции Lumen Gentium (глава 8 Lumen Gentium — «О Пресвятой Богородице Деве Марии в тайне Христа и Церкви»). В этой главе имеется 26 библейских ссылок, относящихся к таким сюжетам, как зачатие, рождение и детство Иисуса, роль Марии в нескольких событиях. Важное значение для методологии мариологии имеет формулировка Второго Ватиканского собора, что ссылки на эти библейские сюжеты являются не аллегориями, а историческими откровениями. Эту точку зрения впоследствии подтвердил папа Бенедикт XVI.

### Структура мариологии
Представление мариологии как теологической дисциплины характеризуется различными подходами. Некоторые богословы делают акцент на исторические аспекты мариологии, в то время как другие делят мариологию по содержательным критериям (догматы, благодать, роль в искуплении, и т. д.). Некоторые богословы предпочитают представлять мариологию исключительно с точки зрения атрибутов собственно Девы Марии, в то время как другие пытаются интегрировать мариологию в общетеологический контекст.
Такие богословы, такие как Карл Барт и Карл Ранер, рассматривали мариологию только как часть христологии. С другой стороны, брат Карла Ранера Уго Ранер, разработал другой подход к мариологии, опираясь на раннехристианские учения, в частности труды Амвросия Медиоланского, Августина Блаженного и других. Подход Уго Ранера впоследствии разделяли папы Павел VI и Бенедикт XVI.

## Мариология и другие теологические дисциплины

### Мариология и христология
Римско-католическая мариология, как правило, рассматривает христологию в качестве базовой основы для мариологии, с этим подходом не согласно большинство протестантских теологов. Концепция, согласно которой, будучи Богоматерью, Дева Мария играет уникальную роль в спасении и искуплении, восходит к трудам раннехристианских теологов. Впоследствии римско-католическая мариология сделала заключение, что логическим следствием христологии является то, что изучение Девы Марии способствует более полному пониманию, кем был Христос и что Он сделал. Согласно этим представлениям, мариология может быть выведена из таинства вочеловечения: Иисуса и Дева Мария — сын и мать, Искупитель и искупившая.

### Библеистика
Мариология использует анализ библейских текстов и другие методы, используемые в библеистике. Поскольку тексты Библии, касающиеся Девы Марии, были написаны в определённом историческом и социально-культурном контексте, этот контекст подвергается изучению и интерпретации. Особое значение имеет применение библейской герменевтики, которое помогает в анализе отношений между фрагментами библейских текстов о Деве Марии, особенностями веры ранних христиан и церковными традициями почитания Девы Марии. Церкви. Исследования жизни Иисуса Христа приносят дополнительный стимул к мариологии.

### История церкви
В сфере исследований истории церкви, мариология затрагивает такие аспекты как история различных мариологических учений и церковных обрядов, связанных с почитанием Девы Марии. Важной частью церковной истории является также патристика (философия и теология отцов церкви до VII века), которая также подвергается анализу с точки зрения концепций мариологии. Патристика неоднократно служила основой для принятия догматов, связанных с Девой Марией, таких как догматы о непорочном зачатии и Вознесении Девы Марии. Так, папа Пий XII в своих буллах и энцикликах Fulgens corona и Munificentissimus Deus обосновал эти два догмата ссылками на библейские тексты, традиции патристики и традиции христианской веры. Пий XII при этом использовал в теологии дедуктивный метод.

### Нравственное богословие
Некоторые богословы не усматривают прямой связи между мариологией и нравственным богословием. В то же время папа Пий X описал Деву Марию как образчик добродетели, целомудрия, прожившую жизнь, свободную от греха, которая наглядно иллюстрирует добродетели христианского учения. Нравственное богословие также включает в себя мистицизм, связанный с харизмой, явлениями Девы Марии и другими частными откровениями, которые изучаются католическим учением об Откровении, каноническим правом и другими теологическими дисциплинами.